# Україна на Дитячому пісенному конкурсі Євробачення 2011
У квітні 2011 національна телерадіокомпанія України офіційно подала заявку на участь у Дитячому пісенному конкурсі Євробачення 2011, який відбудеться 3 грудня 2011 року в столиці Вірменії Єревані. Фінал національного відбору був призначений на 31 липня 2011 року, і проводився у вигляді відкритого відбору (тобто виконавець та пісня обиралися шляхом телеголосування). Переможцем фіналу національного відбору стала Kristall з результатом 20 голосів, вона і представить Україну на Дитячому пісенному конкурсі Євробачення 2011.

## Хронологія подій відбору
1. З моменту подачі Україною заявки на участь у конкурсі та до 31 травня 2011 року приймалися заявки на участь у національному відборі;
2. З 4 травня по 10 червня 2011 відбулися регіональні кастинги в Івано-Франківську, Одесі, Донецьку, Харкові, Дніпропетровську та Полтаві. 30 найкращих виконавців за результатами кастингів були запрошені 11 червня 2011 року на прослуховування в НТКУ;
3. Прослуховування в НТКУ 11 червня 2011 є півфіналом національного відбору, за його результатами 20 найкращих потрапляє в фінал;
4. 31 липня 2011[2] відбувся фінал національного відбору, за його результатами визначився представник України на Дитячому пісенному конкурсі Євробачення 2011.

## Фінал національного відбору
У фіналі національного відбору на Дитячий пісенний конкурс Євробачення 2011 змагалися 20 виконавців.
| №  | Виконавець                     | Пісня                     | Область/Місто      | Вік                | Кількість голосів | Місце    |
| 1  | Петрюк Ніколетта               | "Кольоровий Дощ"          | м.Чернівці         | 10 років           | 3                 | 13 місце |
| 2  | Шевченко Анастасія             | "Чобітки"                 | м.Артемівськ       | 10 років           | 2                 | 15 місце |
| 3  | Гурт "Мілашки"                 | "Ту-Лу-Ла"                | м.Київ             | 10, 11 та 12 років | 10                | 4 місце  |
| 4  | Щербак Мар'яна                 | "Чудова Подорож"          | м.Біла Церква      | 10 років           | 2                 | 15 місце |
| 5  | Kristall (Кочегарова Крістіна) | "Європа"                  | м.Київ             | 11 років           | 20                | 1 місце  |
| 6  | Мазурик Каріна                 | "Морська Зірка"           | м.Тернопіль        | 12 років           | 2                 | 15 місце |
| 7  | Калинова Анастасія             | "Містер Бонд"             | Київська           |                    | 5                 | 12 місце |
| 8  | Задерей Микола                 | "Україна Дарує Футбол"    | м.Київ             | 13 років           | 7                 | 9 місце  |
| 9  | Лі                             | "Діджей"                  | м.Київ             | 14 років           | 2                 | 15 місце |
| 10 | Логвінова Тамара               | "Я Тебе Кохаю"            | м.Донецьк          | 10 років           | 9                 | 5 місце  |
| 11 | Насєнкова Олена                | "Віртуальний Політ"       | м.Київ             | 14 років           | 2                 | 15 місце |
| 12 | Кобзар Вікторія                | "Чарівна Ніч"             | м.Київ             | 13 років           | 15                | 2 місце  |
| 13 | Дутчак Христина                | "Ой, Мольфаре, Чародію!"  | м.Калуш            | 12 років           | 9                 | 5 місце  |
| 14 | Михайлюк Антон                 | "Прокиньтесь, Люди!"      | м.Київ             | 12 років           | 3                 | 13 місце |
| 15 | Мирошниченко Діана             | "За Гори, Гей!"           | м.Київ             | 15 років           | 7                 | 9 місце  |
| 16 | Дует "Дядя Слава та Інна Річе" | "Танці-Шманці"            | м.Миколаїв         | 12 та 13 років     | 2                 | 15 місце |
| 17 | Кьоніг Аманда                  | "Хіп-Хоп"                 | м.Київ             | 12 років           | 6                 | 11 місце |
| 18 | Квочак Марта                   | "Пісня Щастя"             | м.Івано-Франківськ | 12 років           | 13                | 3 місце  |
| 19 | Ковальська Ольга               | "З Днем Народження, Раз!" | м.Київ             | 12 років           | 8                 | 8 місце  |
| 20 | Гурт "Флешки"                  | "Все Буде Круто!"         | м.Київ             | 12 та 13 років     | 9                 | 5 місце  |